# Vierzähnige Kegelbiene
Die Vierzähnige Kegelbiene (Coelioxys quadridentata) ist eine Biene aus der Familie der Megachilidae.

## Merkmale
Die Bienen erreichen eine Körperlänge von 10 bis 13 Millimetern. Ihr Hinterleib ist dunkel und trägt am Ende eines jeden Tergits eine weiße Binde, die in der Mitte schmaler ist als an den Seiten. Am ersten Hinterleibssegment befindet sich an der Seite je ein weißer Haarfleck. Das letzte Segment des Thorax ist bei den Weibchen stark verlängert und eingeschnürt. Die Drohnen besitzen sechs Dornen am Ende des Abdomens.

### Ähnliche Arten
Mehrere andere Kegelbienenarten sind von C. quadridentata nur von Experten zu unterscheiden.

## Vorkommen
Die Tiere kommen in Mitteleuropa weit verbreitet und häufig vor, sie besitzen aber eine geringe Individuendichte und sind deswegen nicht häufig zu Gesicht zu bekommen. Die Art ist nicht gefährdet. Man findet sie von Mai bis Juli in offenem und sonnigem Gelände, insbesondere an sandigen Orten.

## Lebensweise
Das Wirtsspektrum der Vierzähnigen Kegelbiene ist im Vergleich zu den anderen Arten der Kegelbienen sehr groß. Meist werden die Große Harzbiene (Trachusa byssina), Pelzbienen, oder verschiedene Arten der Blattschneiderbienen (Megachile) parasitiert. Weder über das genaue Wirtsspektrum, das meist nur anhand von Sichtungen in der Nähe der Wirtsnester vermutet wird, noch über die Eiablage und Entwicklung sind Informationen bekannt. Anhand des Verhaltens ähnlicher Arten wird vermutet, dass die Weibchen ihre Eier schon in die Brutzelle des Wirtes legen, bevor dieser sein Ei abgelegt hat. Dabei wird das Ei der Kegelbiene so in die Zellenwand gesteckt, dass es halb im Pollenvorrat steckt und für die Wirtsbiene nicht zu erkennen ist. Die Lebensweise der Larve der Vierzähnigen Kegelbiene unterscheidet sich nicht von denen der anderen Kegelbienen. Sie frisst den Pollenvorrat und die Wirtslarve auf und verpuppt sich in der Brutzelle.